# Božský imperátor Duny
Božský imperátor Duny (v originále God Emperor of Dune, 1981) je sci-fi román amerického spisovatele Franka Herberta. Jde o čtvrtý díl série románů o pouštní planetě Arrakis, nazývané Duna, navazující na autorovy předchozí romány Duna (Dune, 1965), Spasitel Duny (Dune Messiah, 1970) a Děti Duny (Children of Dune, 1976). Odehrává se více než 3500 let po předchozích třech knihách, v době, kdy imperiálnímu trůnu stále vládne Leto II. Atreides, zmutovaný člověk s mimořádnými psychickými schopnostmi, který dokáže předvídat budoucnost, a vidí, že jedinou cestou, jak zachránit lidstvo před budoucí naprostou zkázou, je udržovat je pod tvrdou tyranskou nadvládou, která po jeho smrti povede k uvolnění poměrů a rozptýlení lidstva do vzdálených končin vesmíru.

## Příběh
Příběh začíná v r. 3508 od nástupu Leta II. Atreida na imperiální trůn. Za tu dobu Impérium prodělalo značné změny. Leto rozpustil sardaukary, fanatické imperiální vojáky, a protože nadále nepotřeboval vojsko, které by útočilo, ale pouze armádu schopnou udržovat mír, vytvořil vojsko Rybích mluvčích, tvořené výhradně ženami – protože tvrdil, že ženy mají spíše ochranitelské než útočné sklony. Dále Leto zakázal výcvik mentatů, takže zůstává jediným mentatem ve vesmíru. Většina velkorodů už zanikla a rozptýlila se mezi běžné lidi, protože vše podléhá Letově nadvládě. Melanž už na Arrakis není a kromě malých zásob, které si uchovávají některé skupiny (Bene Gesserit, Kosmická gilda) se prakticky veškeré koření nachází v Letových rukou v jeho ohromných zásobárnách, zbudovaných v prastarém fremenském síči Tabr. Na Arrakis už také zbývá jen malý zbytek původní pouště a píseční červi už nežijí – poslední píseční pstruzi ve vesmíru se nacházejí v Letově těle.
Také Leto se za tu dobu změnil. Jeho tělo se už nepodobá lidskému, vypadá asi jako sedmimetrový červ s lidskýma rukama a lidskou tváří. Díky své dokonalé předzvěstné schopnosti dokáže prakticky všechny činy předvídat. Věnuje se genetickému křížení lidí, jehož cílem je vypěstování rodu, který nebude možno žádnou předzvěstnou schopností sledovat. Tento genetický plán, který nazývá Zlatá stezka, je v jeho očích jedinou možností, jak zachránit lidstvo ve vzdálené budoucnosti před naprostým zánikem. Používá k tomu Atreidy – potomky své sestry Ghanimy a také klony Duncana Idaha, které si nechává neustále znovu a znovu dodávat od Tleilaxanů.
Ze všech sil se snaží Impérium udržovat v naprosté nehybnosti, aby lidstvo, až jednou Leto zemře, bylo dlouhou neměnností tak vyčerpáno, že okamžitě expanduje do vzdálených končin vesmíru – a protože se do této expanze zapojí i produkty jeho Zlaté stezky, nebude už nikdy možné dohledat všechny lidmi osídlené planety a vyhubit lidstvo jako celek.
Součástí plánu je i ukončení cyklu písečných červů na Arrakis, jehož produktem je koření. Leto si uvědomuje, že právě závislost lidstva na melanži může vést k naprosté zkáze, pokud bude zničen zdroj – Kosmická gilda bez něj nebude moci cestovat mezi hvězdnými systémy. Proto podporuje iksanský výzkum, který vyvíjí přístroj, posilující navigační schopnosti běžných navigátorů, bez nutnosti melanžového transu. Zároveň se Tleilaxané snaží vytvořit náhražkovou melanž, kterou lze vyrábět synteticky.
Politika udržování v nehybnosti však nutně vede ke krutovládě, což s nelibostí sleduje poslední klon Duncana Idaha (kterému smysl Letovy Zlaté stezky zůstává utajen) a rozhodne se spáchat na Leta atentát. Ke stejnému závěru došla i většina předchozích Idahových klonů, kteří poté zhynuli Letovou rukou. K Idahovi se připojí Siona Atreidová, jejíž otec, Moneo Atreides, je loajálním Letovým služebníkem.
Také Tleilaxané se rozhodnou připravit tajný plán na Letovo svržení, a proto vytvoří Hwi Nori, dívku, která je připravena tak, aby se do ní Leto zamiloval a ona otrávila jeho mysl (podobně jako ghola Duncana Idaha ve Spasiteli Duny). Aby byl plán vůbec uskutečnitelný, je Hwi Nori vychována ve speciální kupoli, kolem níž nejnovější iksanský vynález generuje nepole, bublinu, do níž není možné nahlédnout předzvěstnou schopností. Nepole se později v budoucnosti vesmíru Duny stane důležitým technickým prostředkem.
Leto si je vědom, že Iksané vytvořili Hwi Nori a jeho původním záměrem bylo oddat ji s Moneem, avšak proti své vůli se do ní zamiluje a rozhodne se vzít si ji sám. To umocní hněv Duncana Idaha, který rovněž podlehne Hwiinu kouzlu – Hwi totiž měla být neodolatelně přitažlivá pro Atreidy a Idaho byl vždy svou duší a povahou opravdovým Atreidem, ač nebyl z jejich rodu.
Proto když Leto jede na velikém voze na svatbu s Hwi po visutém mostě, Idaho (s obdivuhodným fyzickým vypětím) na most vyšplhá a spolu se Sionou most odstřelí. Leto s vozem spadne do řeky Idaho a protože píseční pstruzi z jeho těla jsou vodou neodolatelně lákáni, odtrhnou se od něj a Leto bez své ochranné pokožky zahyne. S ním ovšem zemře i Hwi. Před smrtí si Leto uvědomí, že jeho plán došel naplnění – Sionin úmysl nedokázal vidět v žádné předzvěstné vizi a Siona je tak oním produktem jeho Zlaté stezky. Kromě toho ví, že píseční pstruzi se budou množit a za několik staletí se z Arrakis znovu stane pouštní planeta s ohromnými písečnými červy a melanží. Navíc jeho dlouhodobá symbióza s písečnými pstruhy způsobila, že tito pstruzi získali část jeho vědomí, které si budou jejich potomci předávat, a proto budoucí píseční červi budou mnohem úskočnější a nebezpečnější než kdy dříve, takže těžba koření bude vyžadovat ještě větší odvahu a kuráž.
Také Siona konečně pochopí část Letova plánu a uvědomí si, že musí pokračovat v genetické linii. Proto si vezme Idaha, s nímž bude mít devět dětí, které se stanou základem nové atreidské linie.
Celý příběh je zapojen do rámce, který se odehrává přibližně o tisíc let později, kdy byly nalezeny Letovy tajné osobní deníky, které obsahují značnou část jeho vnitřních myšlenek a vysvětlení jeho záměrů.

## Česká vydání
Román vyšel v češtině zatím pětkrát: v roce 1996 v nakladatelství Svoboda (edice Omnia), a v letech 2001, 2010, 2015, 2022 v nakladatelství Baronet.